# Drimia ollivieri
Drimia ollivieri är en sparrisväxtart som först beskrevs av René Charles Maire, och fick sitt nu gällande namn av William Thomas Stearn. Drimia ollivieri ingår i släktet Drimia och familjen sparrisväxter.
Artens utbredningsområde är Marocko. Inga underarter finns listade i Catalogue of Life.